# Petit beurre

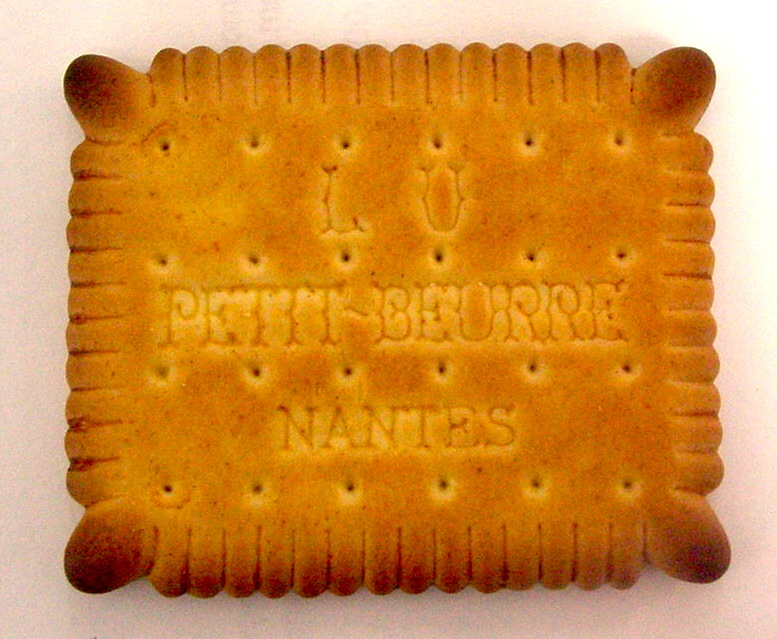
Herbatnik petit beurre marki LU (przedsiębiorstwo)

Petit beurre (wymowaⓘ) – rodzaj słodkiego herbatnika wytwarzanego z ciasta zawierającego masło. Herbatnik ma kształt prostokąta, którego boki ozdobione są przez nacięcia, tworzące ząbki.
Ciastka wprowadzone zostały do sprzedaży pod koniec XIX wieku przez francuskie przedsiębiorstwo LU i nadal pozostają jednym z podstawowych wyrobów w jego ofercie. Nazwa petit beurre, oznaczająca „małe (ciasteczko) maślane”, nie została zastrzeżona jako znak towarowy i stała się nazwą pospolitą zarówno w języku francuskim, jak i polskim. Stosowana jest przez wielu innych producentów we Francji oraz za granicą. Herbatniki te należą do najbardziej rozpoznawalnych produktów regionalnych miasta Nantes, gdzie opracowano ich recepturę.

## Charakterystyka

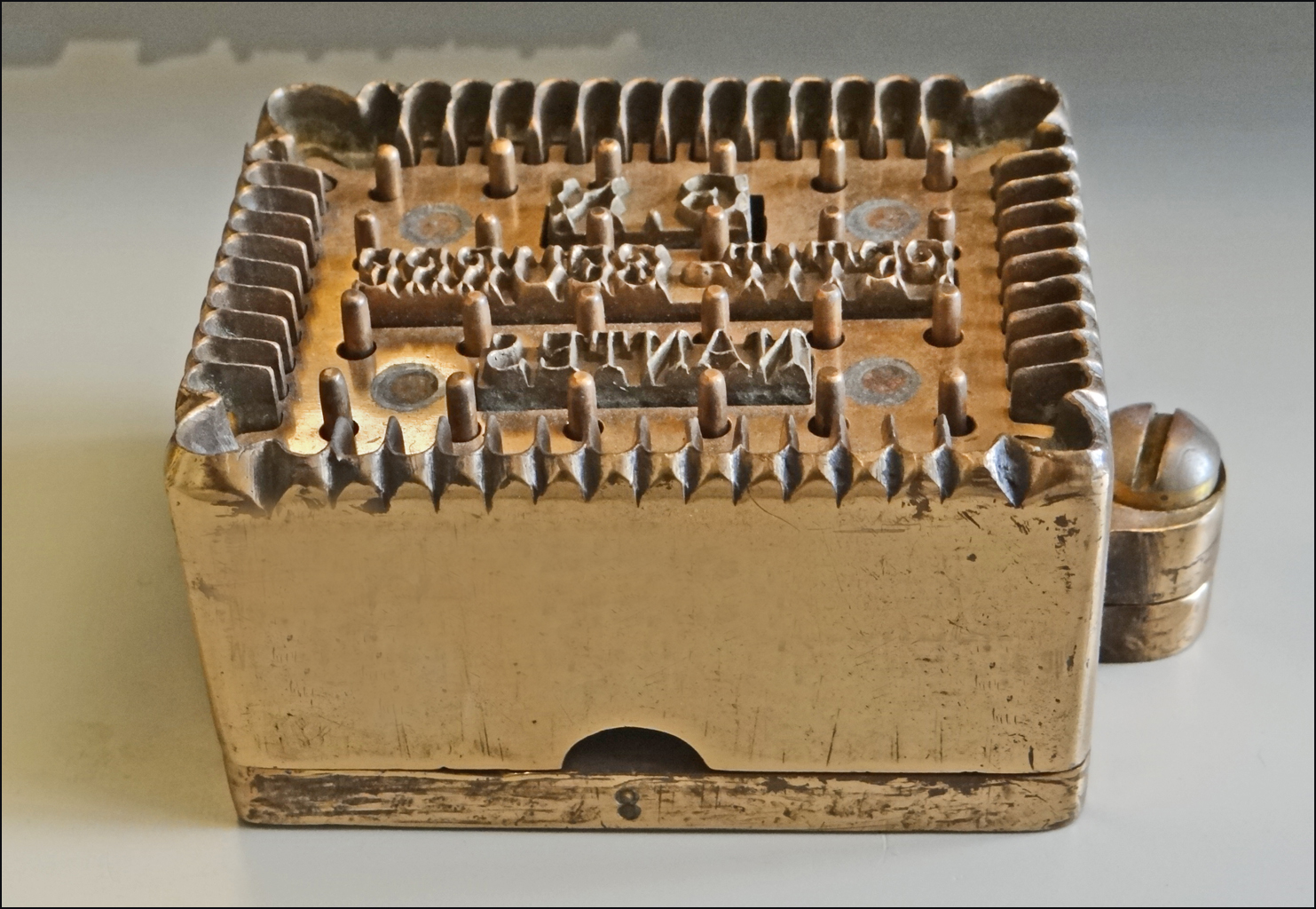
Forma do wypieku petit beurre producenta Biscuiterie nantaise z 1910 roku

Podstawowymi składnikami wykorzystywanymi do ich produkcji są mąka pszenna, cukier oraz masło (według tradycyjnej receptury 13% zawartości). Przed pieczeniem ciastka smarowane są warstwą mleka, za sprawą czego nabierają złocistego koloru. W sprzedaży znajdują się różne ich odmiany, m.in. pokryte warstwą czekolady.
W oryginalnej formie herbatnik liczy 52 ząbki – 4 większe, narożne w języku francuskim nazywane są „uszkami” (oreilles). Jego powierzchnię zdobią 24 równomiernie rozłożone dziurki oraz wytłoczone nazwy producenta, herbatnika i miejsce produkcji. Liczba poszczególnych elementów odpowiada kolejno liczbie tygodni w roku (52), liczbie pór roku oraz godzin w ciągu doby, co miało sugerować konsumentom, że mogą cieszyć się wyrobem każdego dnia.

## Historia

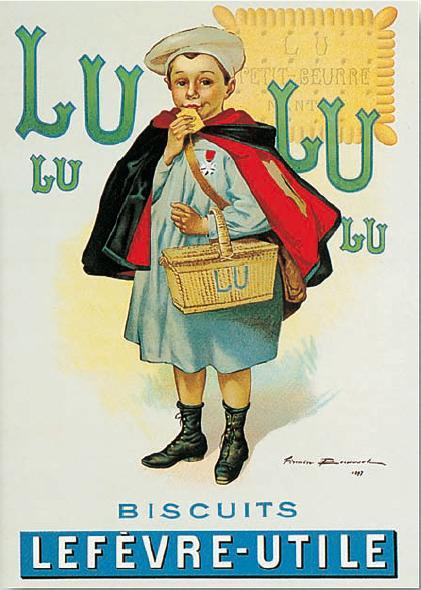
Plakat reklamowy herbatników petit beurre firmy LU z 1897 roku

Twórcą herbatnika był Louis Lefèvre-Utile, właściciel przedsiębiorstwa piekarniczego LU (Lefèvre-Utile) z siedzibą w Nantes, syn jego założycieli. Ich produkcja rozpoczęła się w 1886 roku. Marka petit beurre zarejestrowana została dwa lata później; nazwa ta była już wówczas w powszechnym użyciu przez konkurentów, którzy wprowadzili do sprzedaży własne wersje ciastka, co uniemożliwiło LU uzyskanie wyłączności na jej stosowanie. Przedsiębiorstwo prowadziło intensywne kampanie reklamowe, angażując m.in. aktorkę teatralną Sarah Bernhardt (1897).
Herbatniki bazują na ówczesnych wypiekach angielskich. Oryginalne formy do ich wypieku wykonane zostały w brytyjskiej odlewni T. and T. Vicars. W 1891 roku, pięć lat po wprowadzeniu petit beurre do sprzedaży, Hermann Bahlsen rozpoczął w Niemczech produkcję mocno zbliżonych herbatników pod nazwą Leibniz-Keks.
Herbatniki te pozwoliły odnieść ich producentom znaczny sukces komercyjny; sprzedawane są w większości krajów świata. Samo przedsiębiorstwo LU produkuje około miliarda sztuk tych ciasteczek rocznie (9 tys. ton).

## W kulturze
W języku francuskim funkcjonuje idiom beurré comme un petit Lu („namaślony jak małe Lu”) oznaczający osobę pijaną. Zwrot, ukuty prawdopodobnie na początku XX wieku, bazuje na podobieństwie fonetycznym między słowami beurré i bourré (napity) i porównaniu wysokiej zawartości masła w herbatniku do ilości trunku spożytego przez daną osobę.